# Nerocila priacanthusi
Nerocila priacanthusi är en kräftdjursart som beskrevs av Jalaja Kumari, Hanumantha Rao och Shyam. Nerocila priacanthusi ingår i släktet Nerocila och familjen Cymothoidae. Inga underarter finns listade i Catalogue of Life.